# Ampliación La Loma
Ampliación La Loma es una localidad mexicana ubicada en el municipio de San Fernando, en Tamaulipas. Con 860 habitantes, es considerada la décima localidad más poblada de las 333 localidades de dicho municipio, según el censo del año 2005.

## Localización
Ampliación La Loma se ubica a 26.9 km (kilómetros) al sur de la localidad de San Fernando, cabecera del municipio con la mayor población de este. Se ubica también por donde empieza la Carretera Federal 97, que termina en Reynosa, Tamaulipas. Está al norte dentro de la reconocida intersección de autopistas conocida como «la Y», conocida dentro del estado por ser uno de los puntos de partida más usado para la población que transita mucho desde la ciudad de Reynosa hasta ciudades como Tampico (Tamaulipas), Poza Rica (Veracruz) o Ébano (San Luis Potosí).

## Población
Según el censo del año 2005, se registró una población de 860 habitantes, de los cuales 439 eran hombres y 421 eran mujeres. El índice de natalidad en este asentamiento ronda en los 2.58 hijos por mujer. El 10.35 % de los habitantes provienen de fuera del estado de Tamaulipas. La tasa de analfabetismo de la población es de un 4.53 %.